# Teetse Gonggrijp
Teetse Gonggrijp (Sneek, 27 november 1772 - aldaar, 6 april 1838) is een voormalige molenaar en burgemeester van Sneek.
Hij was de zoon van glasschilder Tjalling Gongrijp en Elisabeth Teetses de Haan. Gonggrijp is een afstammeling van het regeringsgeslacht Gonggrijp en was getrouwd met Minke Ten Cate. Gonggrijp bezat een windmolen (Zaagmolen van Gonggrijp), alwaar hij een zaagfabriek had. De molen stond aan de Geeuw en werd in 1892 deels verplaatst naar Franeker.
In 1832 werd Gonggrijp benoemd tot burgemeester van Sneek. Hij zou het ambt tot aan zijn dood op 6 april 1838 vervullen.